# João Diogo
João Diogo, właśc. João Diogo Jennings (ur. 13 stycznia 1999 w Santarém, w stanie Pará) – brazylijski piłkarz, grający na pozycji napastnika.

## Kariera piłkarska

### Kariera klubowa
Wychowanek Cruzeiro EC. W 2018 rozpoczął karierę piłkarską w Figueirense FC. 5 sierpnia 2019 został wypożyczony do Karpat Lwów. W lutym 2020 opuścił lwowski klub.